# Melitaea jezabel
Melitaea jezabel är en fjärilsart som beskrevs av Charles Oberthür 1886. Melitaea jezabel ingår i släktet Melitaea och familjen praktfjärilar. Inga underarter finns listade i Catalogue of Life.